# Rautjärvi
Rautjärvi is een gemeente in de Finse provincie Zuid-Finland en in de Finse regio Zuid-Karelië. De gemeente heeft een landoppervlakte van 351,47 km² en telt 3.093 inwoners (2022).

## Geboren in Rautjärvi
- Simo Häyhä (1905), Fins militair (sluipschutter)
- Jesse Joronen (1993), Fins voetballer